# Super Sentai V Cinema
Super Sentai V cinema (スーパー戦隊Vシネマ, Sūpā sentai bui shinema) est une licence créée en 1995 par Tōei Company, Limited pour l'exploitation VHS, LD et DVD des productions de la franchise Super Sentai destinées exclusivement au marché vidéo.

## Liste des productions

### Ohranger VS Kakuranger
Titre complet : Chōriki Sentai Ohranger : Ohre VS Kakuranger (超力戦隊オーレンジャー オーレ VS カクレンジャー, Chōriki sentai Ōrenjā Ōre tai Kakurenjā)
Synopsis :Lorsqu'une bataille entre Bacchus Wrath et Buldont pour vaincre l'Ohranger crée un nouveau Yokai, l'équipe fait appel à des experts pour l'aider à faire face à la menace surnaturelle ! 

### Carranger VS Ohranger
Titre complet : Gekisō Sentai Carranger VS Ohranger (激走戦隊カーレンジャー VS オーレンジャー, Gekisō Sentai Kārenjā tai Ōrenjā)
Synopsis : À la suite d'un malentendu, les Carrangers s'opposent aux Ohrangers pour empêcher la capture de Baramobil, le dernier Baranoia de l'empire des machines. Profitant de la discorde, le clan intergalactique des fous de vitesse, Bowzock rallie Baramobil à sa cause et capture Ohred. Pour porter secours à ce dernier, le commandant en chef Miura décide d'enrôler l'équipe Carranger dans l'U.A.O.H. mais pas sans une formation rigoureuse.
Production
- Auteur : Saburo Yatsude[1].
- Réalisateur : Tarō Sakamoto
- Scénariste : Yoshio Urasawa
- Musique : Seiji Yokoyama, Toshihiko Sahashi
- Format : 16 mm
- Durée : 45 minutes
- Date de sortie : 8 mars 1996

Distribution
- Yūji Kishi : Kyōsuke Jinnai / Redracer
- Yoshihiro Masujima : Naoki Domon / Blueracer
- Yoshihiro Fukuda : Minoru Uesugi / Greenracer
- Yuka Motohashi : Natsumi Shinohara / Yellowracer
- Atsuko Kurusu : Yōko Yagami / PinkRacer
- Masaru Shishido : Gorō Hoshino / Ohred
- Kunio Masaoka : Shohei Yokkaichi / Ohgreen
- Masashi Gōda : Yūji Mita / Ohblue
- Ayumi Odaka : Juli Nijō / Ohyellow
- Tamao Satō : Momo Maru / Ohpink
- Rika Nanase : Zonnette
- Hiroshi Miyauchi (en) : Commandant en chef Miura

Postsynchronisation
- Mari Maruta : Dappu
- Hōchū Ōtsuka : Signalman
- Hiroshi Ōtake : Recteur Gynamo
- Kyōsei Tsukui : Second Zelmoda
- Takashi Nagasako : Grotch l'inventeur
- Osamu Kobayashi : Empereur fou de vitesse, Exhaus
- Takeshi Watabe : Baramobil
- Yasuhiro Takato : S.S. (Stasta) Statanzo

### Megaranger VS Carranger
Titre complet : Denji Sentai Megaranger VS Carranger (電磁戦隊メガレンジャー VS カーレンジャー, Denji Sentai Megarenjā tai Kārenjā)
Synopsis : Kenta et ces amis assistent à l'atterrissage de Picotto, un petit dragon qui exauce les vœux et voyage de planète en planète. Nejireja envoûte l'équipe Carranger et les associe à leur lutte contre Megaranger pour s'emparer de Picotto.
Production
- Auteur : Saburo Hatte[1]
- Réalisateur : Ryūta Tasaki
- Scénariste : Naruhisa Arakawa
- Musique : Keiichi Oku, Toshihiko Sahashi
- Format : 16 mm
- Durée : 45 minutes
- Date de sortie : 13 mars 1998

Distribution
- Hayato (Kunihiko) Oshiba : Kenta Date / Megared
- Atsushi Ehara : Koichirou Endou / Megablack
- Masaya Matsukaze: Shun Namiki / MegaBlue
- Eri Tanaka : Chisato Jogasaki / Megayellow
- Mami Higashiyama : Miku Imamura / Megapink
- Shigeru Kanai : Yūsaku Hayakawa / Megasilver
- Yūji Kishi : Kyōsuke Jinnai / Redracer
- Yoshihiro Masujima : Naoki Domon / Blueracer
- Yoshihiro Fukuda : Minoru Uesugi / Greenracer
- Yuka Motohashi : Natsumi Shinohara / Yellowracer
- Atsuko Kurusu : Yōko Yagami / PinkRacer
- Tetsuo Morishita : Dr. Hinélar
- Asami Jō : Shibolena

Postsynchronisation
- Fushigi Yamada : Picotto
- Mari Maruta : Dappu
- Tomokazu Seki : Bibidebi
- Hirotaka Suzuoki : Yugande
- Sezō Kato : Herumêdo
- Takeshi Wabara : Kani Nejiral

### Gingaman VS Megaranger
Titre complet : Seijū sentai Gingaman VS Megaranger (星獣戦隊ギンガマン VS メガレンジャー, Seijū sentai Gingaman tai Megarenjā)
Synopsis : Alors que les Gingamen se détendent après leur victoire sur l'empire Baruban, le commandant Grégory, pirate intergalactique, arrive sur Terre pour ressusciter son vieil ami le capitaine Zeihab. Par le pouvoir de son sabre et avec l'aide de Hizumina, clone de Shibolena, il redonne vie à la caste des pirates intergalactiques et ses défunts guerriers, bien décidés de se venger de Gingaman.
Production
- Auteur : Saburo Hatte[1]
- Réalisateur : Kataho Nagaishi
- Scénariste : Naruhisa Arakawa
- Musique : Keiichi Oku, Toshihiko Sahashi
- Format : 16 mm
- Durée : 45 minutes
- Date de sortie : 12 mars 1999

Distribution
- Kazuki Maehara : Ryōma / Gingared
- Kōji Sueyoshi : Hayate / Gingagreen
- Shōei : Gōki / Gingablue
- Nobuaki Takahashi : Hikaru / Gingayellow
- Juri Miyazawa : Saya / Gingapink
- Teruaki Ogawa : Chevalier noir / Hyūga
- Hayato (Kunihiko) Oshiba : Kenta Date / Megared
- Atsushi Ehara : Koichirou Endou / Megablack
- Masaya Matsukaze : Shun Namiki / MegaBlue
- Eri Tanaka : Chisato Jogasaki / Megayellow
- Mami Higashiyama : Miku Imamura / Megapink
- Shigeru Kanai : Yūsaku Hayakawa / Megasilver
- Kei Mizutani : Shelinda
- Asami Jō : Hizumina
- Shogo Hayakawa : Yūta Aoyama

Postsynchronisation
- Noriho Wakamoto : Narrateur
- Rokurō Yana : Moak
- Sanae Miyuki : Bokku
- Seizō Katō : Commandant Grégory
- Hidekatsu Shibata : Capitaine Zeihab
- Nobuyuki Hiyama : Sambash
- Kazuo Hayashi : .Budoh
- Gara Takashima : Iliess
- Takeshi Watabe : Battobas

### GoGo Five Le Choc!
Titre complet : Kyūkyū Sentai GoGo Five Le Choc ! Apparition d'un nouveau super guerrier (救急戦隊ゴーゴーファイブ 激突!新たなる超戦士, Kyūkyū Sentai Gōgōfaibu Gekitotsu! Aratanaru Chō-Senshi)
Synopsis : 

### GoGo Five VS Gingaman
Titre complet : Kyūkyū Sentai GoGo Five VS Gingaman (救急戦隊ゴーゴーファイブ VS ギンガマン, Kyūkyū Sentai Gōgōfaibu tai Gingaman)
Synopsis : 

### Timeranger VS GoGo Five
Titre complet : Mirai Sentai Timeranger VS GoGo Five (未来戦隊タイムレンジャー VS ゴーゴーファイブ, Mirai Sentai Taimurenjā tai Gōgōfaibu)
Synopsis : 

### Gaoranger VS Super Sentai
Titre complet : Hyakujū Sentai Gaoranger VS Super Sentai (百獣戦隊ガオレンジャー VS スーパー戦隊, Hyakujū Sentai Gaorenjā tai sūpā sentai)
Synopsis : 

### Hurricaneger VS Gaoranger
Titre complet : Ninpū Sentai Hurricaneger VS Gaoranger (忍風戦隊ハリケンジャー VS ガオレンジャー, Ninpū Sentai Harikenjā tai Gaorenjā)
Synopsis : 

### Abaranger VS Hurricaneger
Titre complet : Bakuryū Sentai Abaranger VS Hurricaneger (爆竜戦隊アバレンジャー VS ハリケンジャー, Bakuryū Sentai Abarenjā tai Harikenjā)
Synopsis : 

### Dekaranger VS Abaranger
Titre complet : Tokusō Sentai Dekaranger VS Abaranger (特捜戦隊デカレンジャー VS アバレンジャー, Tokusō Sentai Dekarenjā tai Abarenjā)
Synopsis : 

### Magiranger VS Dekaranger
Titre complet : Mahousentai Magiranger VS Dekaranger (魔法戦隊マジレンジャー VS デカレンジャー, Mahō Sentai Majirenjā tai Dekarenjā)
Synopsis : 

### Boukenger VS Super Sentai
Titre complet : GoGo Sentai Boukenger VS Super Sentai (轟轟戦隊ボウケンジャー VS スーパー戦隊, Gōgō Sentai Bōkenjā tai sūpā Sentai)
Synopsis : 

### Gekiranger VS Boukenger
Titre complet : Juken Sentai Gekiranger VS Boukenger (獣拳戦隊ゲキレンジャー VS ボウケンジャー, Jūken Sentai Gekirenjā tai Bōkenjā)
Synopsis : 

### Shinkenger, le Retour
Titre complet : Samurai Sentai Shinkenger, le Retour - Acte Spéciale (帰ってきた侍戦隊シンケンジャー 特別幕, Kaettekita Samurai Sentai Shinkenjā Tokubetsumaku)
Synopsis : 